# Der Geist hilft unser Schwachheit auf
Der Geist hilft unser Schwachheit auf (Дух подкрепляет нас в немощах наших, BWV 226) — мотет Иоганна Себастьяна Баха. Текст мотета взят из Послания к Римлянам 8:26-27 и гимна Мартина Лютера. Бах написал это произведение в 1729 году. 24 октября того же года оно было исполнено в Лейпциге.